# Évêque de Manchester
 (septembre 2019).
Le contenu est difficilement compréhensible vu les erreurs de traduction, qui sont peut-être dues à l'utilisation d'un logiciel de traduction automatique.
L'évêque de Manchester est un prélat de l'Église d'Angleterre. Il dirige le diocèse de Manchester, dans la province d'York. Son siège est la cathédrale de Manchester,.
L'évêque actuel est David Walker intronisé le 30 novembre 2013. La résidence officielle de l'évêque est à Bishopscourt, Broughton.

## Histoire
Le diocèse de Manchester a été fondé en 1847. Avec la croissance de la population dans et autour de Manchester, l'évêque a nommé le premier évêque suffragant, l'évêque de Hulme, en 1924 pour l'aider à superviser le diocèse. Trois ans plus tard, un deuxième évêque a été nommé, l'évêque de Middleton. Après près de soixante ans, le troisième et dernier évêque suffragant, l'évêque de Bolton, a été nommé en 1984.

## Listes des évêques
| Évêque de Manchester | Évêque de Manchester | Évêque de Manchester   | Évêque de Manchester                                                                          |
| De                   | jusqu'à              | Titulaire              | Notes                                                                                         |
| -------------------- | -------------------- | ---------------------- | --------------------------------------------------------------------------------------------- |
| 1848                 | 1869                 | James Prince Lee       | Décédé en fonction.                                                                           |
| 1870                 | 1885                 | James Fraser           | Décédé en fonction; dans la vacance qui s'ensuivit, John Mitchinson était évêque par intérim. |
| 1886                 | 1903                 | James Moorhouse        | Translation de Melbourne; retraité; décédé en 1915.                                           |
| 1903                 | 1921                 | Edmund Knox            | Translation de Coventry; retraité; décédé en 1937.                                            |
| 1921                 | 1929                 | William Temple         | Translation de York et Canterbury; décédé en 1944.                                            |
| 1929                 | 1947                 | Guy Warman             | Translation de Chelmsford; retraité; décédé en 1953.                                          |
| 1947                 | 1970                 | William Greer          | retraité; décédé en 1972.                                                                     |
| 1970                 | 1978                 | Patrick Rodger         | Translation d'Oxford; retraité; décédé en 2002.                                               |
| 1979                 | 1992                 | Stanley Booth-Clibborn | retraité; décédé en 1996.                                                                     |
| 1993                 | 2002                 | Christopher Mayfield   | Translation de Wolverhampton; retraité.                                                       |
| 2002                 | 2013                 | Nigel McCulloch        | Translation de Wakefield.                                                                     |
| 2013                 | titulaire            | David Walker           | Translation de Dudley                                                                         |
| Source(s):           |                      |                        |                                                                                               |